# Католицька церква в Тунісі
Като́лицька це́рква в Туні́сі — друга християнська конфесія Тунісу. Складова всесвітньої Католицької церкви, яку очолює на Землі римський папа. Керується конференцією єпископів. Станом на 2004 рік у країні нараховувалося близько 20 000 католиків (0,21% від усього населення). Існувало 1 діоцезій, які об'єднували 11 церковних парафій.  Кількість  священиків — 34 (з них представники секулярного духовенства — 13, члени чернечих організацій — 21), постійних дияконів — 0, монахів — 25, монахинь — 139.